# Heinrich I. (Bar)
Heinrich I. (* 1158; † 17./19. Oktober 1190 bei Akkon) war ab 1170 Graf von Bar und Mousson sowie Herr von Amance.

## Leben
Er war der Sohn von Graf Rainald II. von Bar und Mousson und Agnes von Champagne.
Da Heinrich noch minderjährig war als sein Vater 1170 starb, übernahm seine Mutter bis 1173 für ihn die Regentschaft. Da einige ihrer Vorfahren einst Grafen von Verdun waren, bemühte sich Agnes von Champagne 1172 beim Bischof von Verdun um Wiederbelehnung Heinrichs mit dieser Grafschaft, was dieser jedoch ablehnte. Agnes reagierte darauf, indem sie die Grafschaft Verdun von ihren Truppen verwüsten ließ. Agnes und Heinrich wurden daraufhin exkommuniziert, bis sie 1177 nachgaben.
Mütterlicherseits war Heinrich ein Cousin von Philipp II. August von Frankreich. So war er auch bei dessen Königskrönung am 1. November 1179 in Reims durch ihren gemeinsamen Onkel den Erzbischof und Kardinal von Reims, Wilhelm mit den weißen Händen, anwesend.
Nachdem 1187 weite Teile des Kreuzfahrer-Königreichs Jerusalem einschließlich der Stadt Jerusalem von Sultan Saladin erobert worden war, gelobte auch Heinrich die Teilnahme am Dritten Kreuzzug. Noch vor dem Hauptheer des Kreuzzugs unter Philipp II. August und Richard Löwenherz von England, schiffte er sich zusammen mit seinem jüngeren Bruder Theobald bereits 1189 mit seinem Kontingent nach Outremer ein, wo er sich im Spätsommer der gerade begonnenen Belagerung von Akkon (1189–1191) anschloss. Im Sommer 1190 trafen ebenso seine Onkel Theobald V. von Blois und Stephan I. von Sancerre sowie sein Cousin Heinrich II. von Champagne vor Akkon ein. Kurz nachdem er Mitte Oktober 1190 eine Schenkung an den Templerorden unter ihrem Großpräzeptor Gilbert Hérail hatte beurkunden lassen, starb er, entweder an einer Krankheit oder einer im Kampf erlittenen Verwundung. Sein Jahrgedächtnis nach seinem Todestag wurde in der Kathedrale von Toul traditionell am 17. Oktober begangen, im Kloster Saint-Vanne in Verdun am 19. Oktober. Da er unverheiratet und kinderlos war, erbte sein Bruder Theobald seine Titel und Ländereien.